# Иван Балсамаджиев
Иван Илиев Балсамаджиев е български актьор и певец.

## Биография
Роден е в Троян на 19 февруари 1953 г. Oт малък е свързан с изкуството. Майка му Ангелина Пенкова е била монтажистка в студио „Екран“, баща му Илия – кинооператор.
Oт 7-годишен се занимава с йога, в юношеските си години печели медали от републикански шампионати по гимнастика и скокове във вода.
Завършва актьорско майсторство във ВИТИЗ „Кръстьо Сарафов“ през 1977 г. в класа на Енчо Халачев. След това работи до 1979 г. във Видинския драматичен театър. Между 1979 и 1985 се установява на работа в Драматичния театър в Перник. От 1985 до 1991 г. е в трупата на столичния „Сълза и смях“, където участва в повечето от постановките на театъра. Ролите му на сцената са над 70.
Впоследствие става водещ на редица телевизионни предавания като „Ежко Бежко“, първия тв театър за деца, „Неделен експрес“, „Час по всичко“, „Вариант-М“, „Фолк шанс“, „С бъклица и дрян“. Издава и книга, озаглавена „Борбата със Злото в мен“ през 1999 г. Бил е женен и има един син.
Пял е и в две опери – „Светулка“ и „Концерт за смях, видео и симфоничен оркестър“ от Виктор Чучков.
През 2005 г. Иван Балсамаджиев разбира, че е болен от рак на стомаха.

### Кариера на озвучаващ актьор
Балсамаджиев се занимава с озвучаване на филми и сериали от началото на 80-те години на 20 век до 2009 г. Озвучавал е филми и сериали за БНТ, Българско видео, Александра Аудио и Доли Медия Студио.
Сред ролите му във войсоувър и нахсинхронните дублажи на игрални и анимационни филми и сериали са:
- „Полицаят се пенсионира“ (1970) – Игрален филм (комедия), войсоувър дублаж на Българско видео, 80-те години.
- „Призраци в блока“ (1981–1982) – сериал (комедия), войсоувър дублаж на Българската телевизия, първата половина на 80-те години.
- „Някои го предпочитат горещо“ (1959) – Игрален филм (комедия), войсоувър дублаж на Българската телевизия, 1986 г.
- „Алф“ (1986–1990) – сериал (комедия), войсоувър дублаж на Българската телевизия, 1989 г.
- Мигел (Кенет Брана) в „Пътят към Елдорадо“ (2000) – Анимационен филм (приключенски), насинхронен дублаж на Александра Аудио, 2001 г.
- Мяут в петте филма на филмовата поредица „Покемон“ – „Покемон: Първият филм“ (1999), „Покемон 2000: Филмът“ (2000), „Покемон 3: Филмът“,  „Покемон: Завръщането на Мюту“ (2001) и „Покемон Джирачи: Повелителят на желанията" Анимационен филм (аниме), насинхронни дублажи на Александра Аудио, 2002-2005 г.
- Кучето Буч (Джим Къмингс) в „Том и Джери: Вълшебният пръстен“ (2001) – Пълнометражен анимационен филм, насинхронен дублаж на Александра Аудио, 2002 г.
- „Котки и кучета“ – Игрален филм (семейна комедия, екшън), войсоувър дублаж на Александра Аудио, през 2002 г.
- Фънгъс (Франк Оз) в „Таласъми ООД“ – Компютърно анимиран филм, насинхронен дублаж на Александра Аудио, 2002 г.
- Майк в „Клуб Маус“ – Анимационен сериал, насинхронен дублаж на Александра Аудио, 2003-2004 г.
- Водач на пасаж риби (Джон Раценбергер) в „Търсенето на Немо“ (2003) – Компютърно анимиран филм, насинхронен дублаж на Доли Медия Студио.
- „Антураж“ – сериал, войсоувър дублаж на студио Доли.
- „Легендата за Десперо“ (2008) – Компютърно анимиран филм, насинхронен дублаж на Александра Аудио.
- „Чудовища срещу извънземни“ (2009) – Компютърно анимиран филм, насинхронен дублаж на Александра Аудио.
- Стоун в „Камбанка и изгубеното съкровище“ (2009) – Компютърно анимиран филм, насинхронен дублаж на Александра Аудио, неговият последен озвучен филм преди смъртта му.

### Личен живот
Иван Балсамаджиев е женен за Десанка Павлович, дъщеря на режисьора Жарко Павлович. Синът им Ангелин завършва маркетинг в УНСС и след това режисура в НАТФИЗ. Поставя 6 пиеси, в три от които главните роли поверява на баща си.

### Смърт
Умира на 57-годишна възраст в София на 3 април 2010 г.

## Театрални роли
- „Между два стола“ (Рей Куни)
- „Легендата за свети Георги Софийски“ (1984) – Мямет
- „Напразни усилия на любовта“ (Уилям Шекспир)
- „Опит за летене“ (Йордан Радичков)
- „Тартюф“ (Молиер)
- „Онова нещо“ (Христо Бойчев)
- „Фантазьорите“ – (мюзикъл)

## Телевизионен театър
- „Гледна точка“ (1977) (Василий Шукшин)
- „Пътник без багаж“ (1977) (Жак Ануи)

## Филмография
| Година | Филми и Сериали                   | Серии | Копродукции | Роля                                          |
| ------ | --------------------------------- | ----- | ----------- | --------------------------------------------- |
| 1996   | Лъки Пънч                         |       |             |                                               |
| 1987   | Един ден на доктор Андронова      |       |             | д-р Монев                                     |
| 1986   | Човек в Космоса                   |       |             |                                               |
| 1986   | Почти вълшебно приключение        | 2     |             | фокусникът-вълшебник Панайот Панайотов        |
| 1985   | Константин Философ                | 2     |             | византиец                                     |
| 1984   | Битката за Бяла Сълзлийка         | 3     |             |                                               |
| 1984   | Толкова очаквани приятелства (тв) |       |             | журналистът Ангелов                           |
| 1984   | Хвръчило или прашка               |       |             |                                               |
| 1984   | Преди да реши съдът               |       |             | бащата                                        |
| 1983   | Голямата игра                     | 6     |             | министър в правителството на Харивас          |
| 1983   | Константин Философ                | 6     |             | византиец                                     |
| 1982   | Лавина                            |       |             | радиста                                       |
| 1981   | Игра с огъня                      |       |             | учителят                                      |
| 1981   | Дишай, човече!                    |       |             | доктор Добрев                                 |
| 1980   | Спилитим и Рашо                   | 20    |             | синът, пратен на пазара с 3 пари (в 17 серия) |
| 1979   | Момчето с окарината               | 3     |             | „Доктора“, предателя-партизанин               |
| 1978   | Златният ключ                     |       |             | съселянин                                     |
| 1976   | Щурец в ухото                     |       |             | приятелят на Бела                             |
| 1974   | Катина                            |       |             |                                               |

## Албуми
- Съдбата ни е песен – съвместен CD албум с Искра Радева и Маргарита Хранова (ИРД ООД, 2001)

## Книги
- „Борбата със злото в мен“ – биографична (1999), издателство „Самиздат“ [5]